# 黑新南乳魚
黑新南乳魚，為輻鰭魚綱胡瓜魚目南乳魚科新南乳鱼属的其中一種，分布於紐西蘭的淡水水域，體長可達12.2公分，屬肉食性，生活習性不明。

## 擴展閱讀
維基物種上的相關：黑新南乳魚